# Porcelette
Porcelette (Duits: Porzelet) is een gemeente in het Franse departement Moselle (regio Grand Est). De plaats maakt deel uit van het arrondissement Forbach-Boulay-Moselle. Porcelette telde op 1 januari 2022 2.435 inwoners.
Jan Porcelets de Maillane, prins-bisschop van Toul en abt van Saint-Avold in de buurt, stichtte het dorp. Het wapenschild van de gemeente vandaag draagt een everzwijn, wat verwijst naar het wapenschild van deze bisschop-abt.

## Geografie
De oppervlakte van Porcelette bedroeg op 1 januari 2022 13,44 vierkante kilometer; de bevolkingsdichtheid was toen 181,2 inwoners per km².

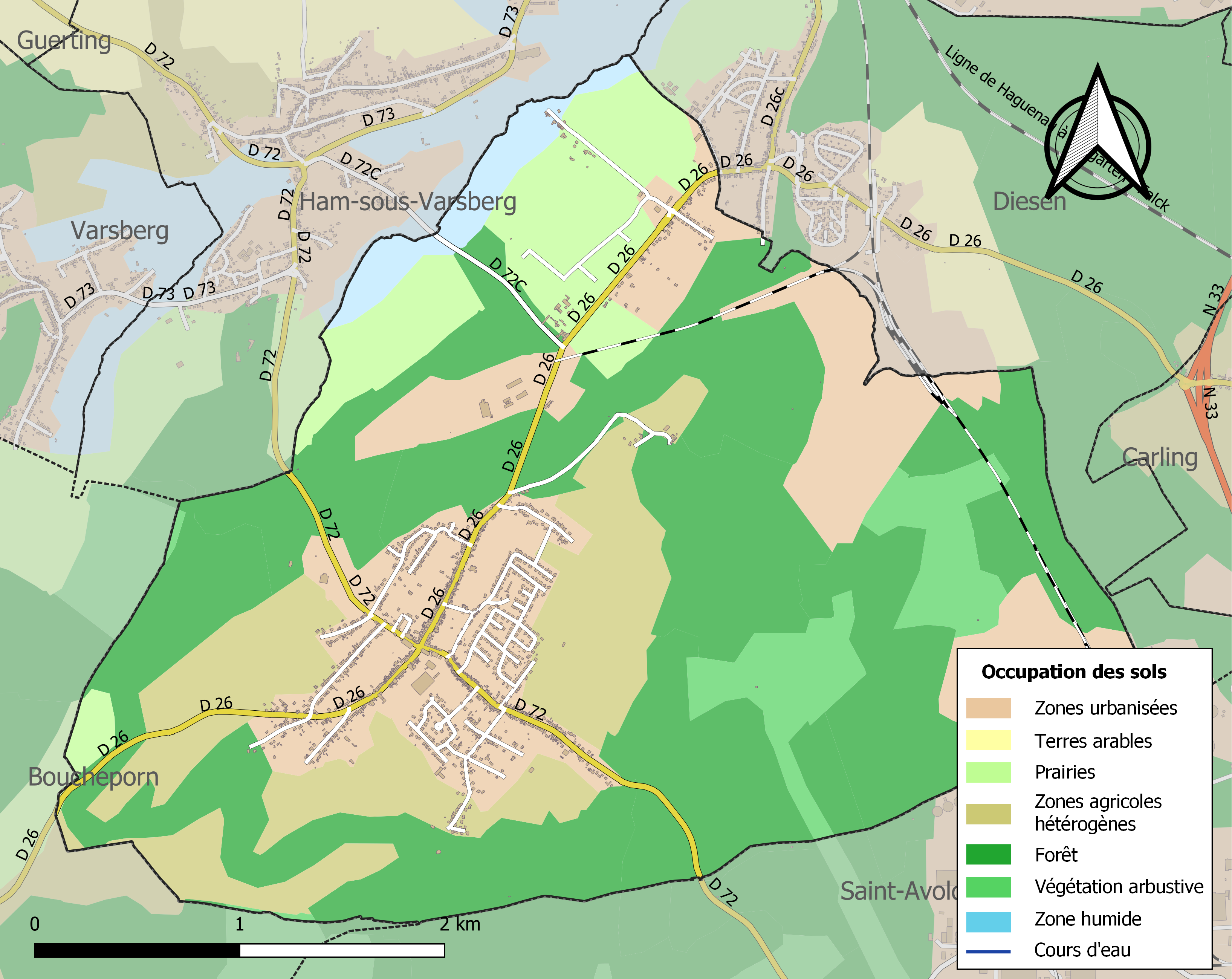
Kaart van de gemeente met de belangrijkste infrastructuur, bodemgebruik en omliggende gemeenten

## Demografie
Onderstaande figuur toont het verloop van het inwonertal (bron: INSEE-tellingen).